# Vevais
Vevais ist ein Dorf, das zur Gemeinde Bliesdorf im Landkreis Märkisch-Oderland gehört.

## Geographische Lage
Das Dorf liegt drei Kilometer südlich von Wriezen und zwei Kilometer westlich von Bliesdorf. Durch den Ort führt die B 167.

## Geschichte
Vevais wurde ab 1752 angelegt. Hier sollten 14 Kolonistenfamilien, vorrangig Hugenotten, siedeln. Elf der Familien kamen aus Neuchâtel, und zwei aus Frankreich. Im August 1820 zerstörte ein Brand 16 Gehöfte des Dorfes. Vevais wurde wieder aufgebaut, 1822 entstand eine neue Schule. In den Jahren 1865 bis 1867 wurden die Ackerflächen neu aufgeteilt.
Der Name Vevais stammt wahrscheinlich von Ort Vevey am Genfersee ab. Der Ort hatte am 1. Januar 2005 132 Einwohner.

## Baudenkmale
Drei Baudenkmale stehen in Vevais unter Denkmalschutz.
- Die Dornbuschmühle wurde das erste Mal im Jahre 1300 erwähnt. Die jetzige Mühle entstand im Jahre 1840. Im Jahre 1930 kam ein Gebäude für den Betrieb der Mühle hinzu. 1957 wurde eine Lagerhalle gebaut. Die Mühle wurde bis in die 1970er Jahre betrieben.

- Der Privatfriedhof der Familie Bochow liegt etwa einen Kilometer südwestlich der Dornbuschmühle und südlich von Friedrichslust. Auf dem Friedhof befinden sich zehn Grabstellen der Familie Bochow. Drei Gräber sind mit einem Eisengusskreuz versehen.

- Wohnhaus in der Hauptstraße 11. Das Haus wurde 1820 erbaut, der Vorgängerbau ist abgebrannt. Es handelt sich um ein eingeschossiges Gebäude mit Krüppelwalmdach. Das Stallgebäude wurde 1850 erbaut.